# Stenotarsus monrovius
Stenotarsus monrovius es una especie de coleóptero de la familia Endomychidae.

## Distribución geográfica
Habita en Liberia.